# Paracoccus denitrificans
Paracoccus denitrificans es una bacteria Gram-negativa, cocoide y oxidante del nitrógeno. Anteriormente denominada Micrococcus denitrificans, fue aislada por primera vez en 1910 y más tarde rebautizada en 1969 a Paracoccus denitrificans. Paracoccus denitrificans presenta muchas características que también se encuentran en las mitocondrias y debido a esto se  le considera un posible antecesor de las mitocondrias eucariótidas  (teoría endosimbiótica).
El genoma de P. denitrificans fue secuenciado en 2004.

## Más información
- van Verseveld, H.W. and Stouthamer, A.H. (1999). The Genus Paracoccus. The Prokaryotes. 3rd edition, release 3.0. Springer-Verlag, New York. HTML (enlace roto disponible en Internet Archive; véase el historial, la primera versión y la última).
- Kelly, D.P. et al. (2006). Redefining Paracoccus denitrificans and Paracoccus pantotrophus and the case for a reassessment of the strains held by international culture collections. Int J Syst Evol Microbiol. 56, 2495-2500. PMID 17012585

## Enlaces
- Wikispecies:Paracoccus denitrificans

- Datos: Q150790
- Especies: Paracoccus denitrificans